# Geneviève Bujold
Geneviève Bujold (ur. 1 lipca 1942 w Montrealu) – kanadyjska aktorka.
W latach 60. przebywała we Francji, gdzie wystąpiła w kilku filmach (m.in. w reżyserii Alana Resnais i Louisa Malle).
Miała zagrać kapitan Kathryn Janeway w serialu Star Trek: Voyager.

## Filmografia
- Anna tysiąca dni (Anne of the Thousand Days, 1969 – Złoty Glob i nominacja do Oscara)
- Trzęsienie ziemi (Earthquake, 1974)
- Niepoprawny (L'incorrigible, 1975)
- Obsesja (Obsession, 1976)
- Śpiączka (Coma, 1979)
- Lina (Tightrope, 1984)

## Nagrody
- Złoty Glob Najlepsza aktorka w filmie dramatycznym: 1970 Anna tysiąca dni